# Комиссия Президиума Совета министров СССР по военно-промышленным вопросам
Комиссия Президиума Совета Министров СССР по военно-промышленным вопросам (ВПК при СМ СССР) — постоянно действующий специальный орган, образованный при Президиуме Совета министров СССР в 1957 году для координации деятельности оборонной промышленности СССР.

## История
6 декабря 1957 года вышло постановление ЦК КПСС и Совета Министров СССР о создании Комиссии по военно-промышленным вопросам при Президиуме Совета министров СССР. В 1957 году, кроме Министерства обороны СССР в состав Комиссии были включены представители министерств оборонных отраслей промышленности (МООП) — среднего машиностроения СССР, авиационной промышленности СССР, оборонной промышленности СССР, общего машиностроения СССР, радиопромышленности СССР, промышленности средств связи СССР, судостроительной промышленности СССР, электронной промышленности СССР, а также КГБ при СМ СССР, Государственный комитет по использованию атомной энергии, Главное управление государственных материальных резервов, Главное техническое управление Государственного комитета по внешнеэкономическим связям, Главспецстрой при Госмонтажспецстрое, организация п/я № 10, ДОСААФ, ЦК «Динамо» и Всеармейское военно-охотничье общество.
В распоряжении председателя ВПК были секретариат, заместители, Научно-технический совет и аппарат, состоявший в разные периоды из 10—15 отделов.
Заместители председателя ВПК были наделены правами первого заместителя министра СССР, заведующие отделами — правами заместителя министра СССР. Аппарат ВПК не превышал 250 человек.
Научно-технический совет ВПК долгие годы возглавлял в ранге заместителя председателя ВПК академик АН СССР А. Н. Щукин. НТС ВПК состоял из 10—12 секций по основным проблемам развития вооружения и военной техники. В них работали 200—250 членов НТС из оборонной промышленности, НИИ Минобороны СССР, АН СССР и высших учебных заведений. Одна из секций НТС, в которую входили академики и член-корреспонденты АН СССР, официально именовалась «Президиум».
Решения ВПК были обязательны для всех министерств и ведомств, разрабатывающих и производящих продукцию военного назначения, независимо от их ведомственной подчиненности.
В 1985 г. ранее созданная комиссия была преобразована в Государственную комиссию Совета Министров СССР по военно-промышленным вопросам, в 1991 г. — в Государственную военно-промышленную комиссию Кабинета Министров СССР.

## Задачи ВПК
- организация и координация работ по созданию современных видов вооружения и военной техники;
- координация работы оборонных отраслей промышленности, других министерств и ведомств СССР, привлеченных к созданию и производству вооружения и военной техники;
- обеспечение совместно с Госпланом СССР комплексного развития оборонных отраслей промышленности;
- повышение технического уровня производства, качества и надежности вооружения и военной техники;
- оперативное руководство и контроль за деятельностью оборонных отраслей промышленности, в том числе в части создания, производства и поставок вооружения и военной техники, выпуска товаров народного потребления и другой гражданской продукции в объёмах, равных по стоимости фонду зарплаты предприятий в отрасли, а также контроль за деятельностью других отраслей промышленности по указанным вопросам;
- подготовка совместно с Госпланом СССР и Министерством обороны СССР программ вооружения, пятилетних и годовых планов создания, производства и выпуска вооружения и военной техники и внесение их на рассмотрение и утверждение;
- подготовка и внесение совместно с Госпланом СССР, министерствами обороны и финансов на рассмотрение Совета обороны СССР и Верховного Совета СССР предложений по контрольным цифрам расходов страны на создание и производство вооружения, военной и другой специальной техники оборонного значения в соответствующие плановые периоды;
- координация внешнеэкономических связей оборонных отраслей промышленности по военно-техническому сотрудничеству.
- организация разработки и производства оборудования для перерабатывающих отраслей агропромышленного комплекса, легкой промышленности и торговли;
- организация разработки и производства непродовольственных товаров народного потребления; организация технических средств и работ в области связи; координация работ по созданию объектов атомной энергетики;
- руководство выполнением программ электронизации народного хозяйства; координация работ в области воздушных, грузовых и пассажирских перевозок и другие задачи.[1]

## Структура и состав
Состав:
- Председатель ВПК — заместитель председателя Совета Министров СССР;
- Первый заместитель председателя ВПК (в ранге министра СССР);
- Заместители председателя ВПК (в ранге первых заместителей министра СССР);
- Начальники отделов ВПК (в ранге заместителей министра СССР)

Члены Комиссии:
- Первый заместитель председателя Госплана СССР по военно-промышленному комплексу;
- Первый заместитель министра среднего машиностроения СССР;
- Первый заместитель министра авиационной промышленности СССР;
- Первый заместитель министра оборонной промышленности СССР;
- Первый заместитель министра общего машиностроения СССР;
- Первый заместитель министра радиопромышленности СССР;
- Первый заместитель министра промышленности средств связи СССР;
- Первый заместитель министра судостроительной промышленности СССР;
- Первый заместитель министра электронной промышленности СССР.
- Начальник ГШ ВС СССР — первый заместитель министра обороны СССР;
- Первый заместитель председателя КГБ СССР;
- Председатель ГТК СССР — заместитель министра обороны СССР;
- Заместитель министра обороны СССР по вооружению;

## Председатели ВПК
- Д. Ф. Устинов (1957—1963);
- Л. В. Смирнов (1963—1985);
- И. С. Белоусов (1988—1990);
- Ю. Д. Маслюков (1985—1988 и 1991).